# Keramik der Leipziger Gruppe

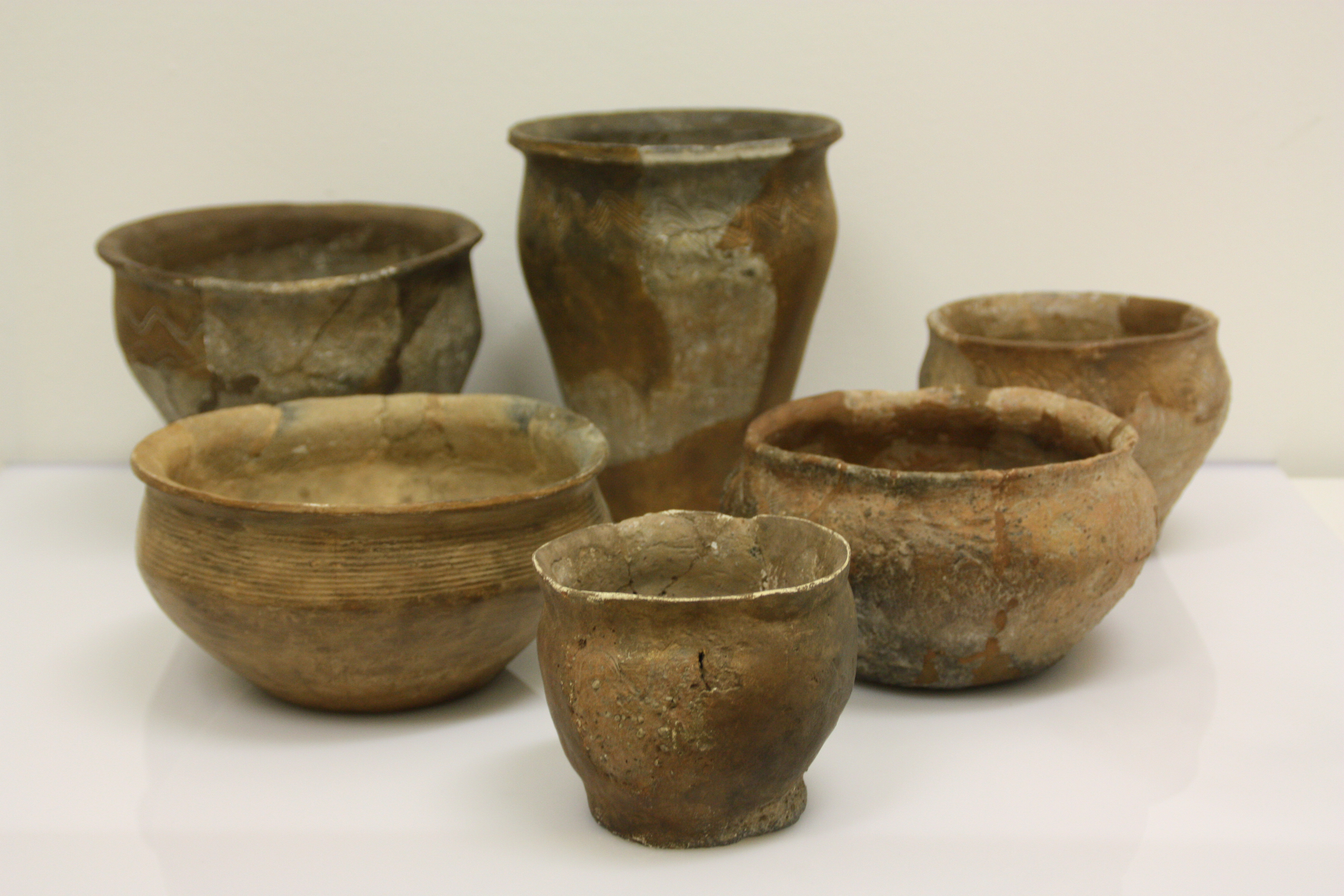
Keramik des Leipziger Kreises vom Johannisberg bei Jena-Lobeda.

Mit Keramik der Leipziger Gruppe bzw. Keramik des Leipziger Kreises wird in der archäologischen Forschung die slawische Keramik des Früh- und Hochmittelalters (7. bis 13. Jahrhundert) im südlichen Mittelelb-Saale-Gebiet bezeichnet. Das weitere Verbreitungsgebiet umfasst den Raum vom nördlichen Thüringer Becken bis zur Mulde. Der Begriff Leipziger Gruppe wurde 1978 von dem Archäologen Hansjürgen Brachmann geprägt, der für die älter- und mittelslawische Zeit einzelne Phasen innerhalb der Leipziger Gruppe unterschied. Etwa zur gleichen Zeit hatte Heinz-Joachim Vogt eine Gliederung in drei bzw. vier eigenständige Keramikgruppen vorgeschlagen, die er nach den eponymen Fundorten Rüssen, Rötha und Groitzsch sowie Kohren benannte. Diese können einem gemeinsamen Leipziger Kreis zugerechnet werden.

## Forschungsgeschichte
Die ersten Ansätze wissenschaftlicher Beschäftigung mit frühmittelalterlicher Keramik im Elb-Saale-Gebiet gehen bis in die zweite Hälfte des 19. Jahrhunderts zurück. Während im Saalegebiet Friedrich Klopfleisch und ihm folgend Alfred Götze entsprechende Funde als slawisch erkannten, wurden auch in anderen Gebieten solche erstmals beschrieben und abgebildet, so z. B. im Gebiet um Rochlitz an der Mulde durch Clemens Pfau. Aufgrund unzureichender Grabungsmethodik und der Tatsache, dass es sich hauptsächlich um Lesefunde handelte, konnten diese Forscher noch zu keiner zeitlichen Differenzierung gelangen. So unterschied beispielsweise Pfau nur zwischen „wendische(n) Gefäßtrümmer(n)“ und „Scherben von Gefäßen, welche augenscheinlich in die frühdeutsche Zeit gehören“.
Einen ersten Aufschwung erlebte die Forschung in den 1920er und 1930er Jahren. In mehreren Arbeiten versuchte Christoph Albrecht, die slawische und deutsche Keramik des Mittelalters im Saalegebiet und in Thüringen zu gliedern. 1937 erschien eine Monographie von Heinz A. Knorr zur slawischen Keramik zwischen Elbe und Oder und im folgenden Jahr die Jenaer Dissertation von Erwin Schirmer, deren Ergebnisse z. T. bis heute Gültigkeit besitzen. In verschiedenen Aufsätzen beschäftigten sich auch Paul Grimm, Johannes Kretzschmar und Kurt Tackenberg mit der frühmittelalterlichen Keramik in Nordwestsachsen und stellten verschiedene Fundkomplexe vor.
Im Jahr 1949 begann Herbert Küas in Leipzig mit Bauuntersuchungen in der kriegszerstörten Matthäikirche, zu denen auch archäologische Ausgrabungen gehörten. Diese wurden 1950 bis 1956 systematisch auf dem umliegenden Gelände fortgesetzt. Infolge der Grabungen konnte Liesedore Langhammer erstmals in Sachsen eine Keramikstratigraphie für das 7./8. bis in das 13. Jahrhundert erarbeiten. Die Resultate wurden 1957 in der unpublizierten Dissertation von Langhammer sowie in kurzen Berichten 1960 und 1961 vorgelegt. Sie unterschied dabei fünf Schichten mit zugehöriger Keramik, die mit den Buchstaben A bis E benannt wurden. Grundlage der absolutchronologischen Einordnung waren schriftliche Quellen wie die Nennung einer urbs Libzi für das Jahr 1015 bei Thietmar von Merseburg und daran anknüpfende allgemeine Überlegungen zur historischen Entwicklung des Raumes. Diese lassen sich jedoch nicht direkt auf die Befunde beziehen. Auch sind die diesbezüglichen Angaben Langhammers in einigen Fällen widersprüchlich und heute zum Teil überholt.
Für das Gebiet an der Elbe waren vor allem die Grabungen von Werner Coblenz auf dem Burgberg Meißen zwischen 1958 und 1964 und den umliegenden Burgwällen, z. B. in Zehren, von besonderer Bedeutung. Die Ergebnisse dieser umfangreichen Grabungen, die vor allem in der 929/30 gegründeten Burg Meißen durch die dichte historische Überlieferung und gute Holzerhaltung mit mehreren Bauhorizonten eine bessere chronologische Gliederung ermöglichten, wurden jedoch zunächst nur in mehreren Vorberichten veröffentlicht.
Wesentliche Bedeutung für die Gliederung mittelalterlicher Keramik in Westsachsen haben die Grabungen auf der Wiprechtsburg Groitzsch, die zwischen 1959 und 1967/68 vom Landesmuseum für Vorgeschichte Dresden unter Leitung von Heinz-Joachim Vogt durchgeführt worden sind. Dem Ausgräber gelang es dabei, über 6 m starke Schichtenkomplexe stratigraphisch zu untersuchen und fünf unmittelbar aufeinander folgende Burgperioden vom 10. bis zum Ende des 13. Jahrhunderts zu unterscheiden. Aufgrund von Schriftquellen des 11. und 12. Jahrhunderts, die für die Wiprechtsburg in ausreichendem Maße zur Verfügung stehen, und weiterreichenden historischen Überlegungen konnten bisherige archäologische Datierungen überprüft und für zahlreiche Befunde und Funde erstmals ein genauerer Datierungshinweis gewonnen werden.
Für den Raum der oberen und mittleren Saale und das gesamte östliche Thüringen konnte Heinrich Rempel 1959 bis heute weitgehend gültige Aussagen zu einer chronologischen und ethnischen Einordnung früh- und hochmittelalterlicher Keramik treffen. Er unterteilte die slawische Keramik nach typologischen Gesichtspunkten in vier Gruppen. Problematisch ist jedoch die Heranziehung historischer Ereignisse zur Datierung. So wurde die Gruppe I vor den ältesten urkundlichen Nachweis der Saale als Grenze mit den Slawen datiert und dem Zeitraum vor dem Jahr 750 n. Chr. zugewiesen.
Im Gebiet der unteren Saale liegt eine bei den Ausgrabungen von 1961 bis 1967 im Naumburger Dom aufgrund von Überlegungen zur Baugeschichte im Zusammenhang mit den historisch überlieferten Baudaten erarbeitete Keramikstratigraphie vor, die allerdings erst im frühen 11. Jahrhundert einsetzt.
Ausgehend von den Keramikstratigraphien in Groitzsch und Leipzig-Matthäikirchhof sowie den Ergebnissen weiterer kleinerer Grabungen und Lesefunden erarbeitete Heinz-Joachim Vogt 1968 eine Gliederung der slawischen Keramik Westsachsens in drei Gruppen bzw. Zeithorizonte und führte für die älteste Keramik die Bezeichnung Rüssener Gruppe ein. Im selben Jahr gelang es Vogt, basierend auf einem Befund in Kohren-Sahlis, für das Elster-Pleiße-Mulde-Gebiet eine spätslawische Keramikgruppe des 11. bis 13. Jahrhunderts auszusondern, die als Kohrener Gruppe bezeichnet wurde.
Ebenfalls 1968 erfolgte eine Bearbeitung der slawischen Funde und Befunde im Mittelelb-Saale-Gebiet durch Hansjürgen Brachmann. Er konnte für die älter- und mittelslawische Zeit zwei verschiedene keramische Gruppen unterscheiden, die sich in ihrer Verbreitung weitgehend ausschließen und nach ihren Farben zunächst als „braune“ und „graue“ Keramik bezeichnet wurden. Zehn Jahre später ersetzte er in seiner Arbeit zu den „slawischen Stämmen an Elbe und Saale“ diese Begriffe durch Ützer Gruppe für die eher braune Keramik im nördlichen Elb-Saale-Gebiet an den Mündungen der Schwarzen Elster, Mulde und Saale sowie weiter elbabwärts bzw. Leipziger Gruppe für die graue Keramik im Gebiet um Leipzig und im weiteren Raum vom nördlichen Thüringer Becken bis zur Mulde.
In der 1985 erschienenen vierten Lieferung des „Corpus archäologischer Quellen zur Frühgeschichte auf dem Gebiet der DDR (7.–12. Jh.)“ wurde das in diese Zeit zu datierende Material von den verschiedenen Fundstellen aus dem Gebiet des heutigen Sachsens weitgehend vollständig vorgelegt. Die kurz vor dem Manuskriptabschluss stehende fünfte Lieferung, die die Funde aus dem heutigen Thüringen und dem südlichen Sachsen-Anhalt umfassen sollte, gelangte nicht mehr in den Druck, der Thüringen betreffende Teil wurde aber 2014 separat herausgegeben.
1987 erfolgte die monographische Vorlage der Befunde und Funde der Wiprechtsburg Groitzsch durch Vogt, die auch eine erneute Behandlung der chronologischen und kulturellen Gliederung der Keramik in Nordwestsachsen zum Inhalt hatte. Nachdem er für die bis dahin nur Gruppe II benannte Keramik bereits 1973 die Benennung nach Rötha vorgeschlagen hatte, wurde Groitzsch nun namengebend für die Keramikgruppe III. Die Vorlage der Grabungsergebnisse durch Vogt genügt jedoch heutigen Ansprüchen nicht. Dies gilt besonders für die älteste Keramik von der Wiprechtsburg aus den Schichten I/II, die nicht getrennt werden konnte und nur als sicher „vor 1080“ zu bestimmen ist. Anfang und Ende von Burg I/II bleiben daher diskutabel.
Seit dieser Zeit sind für Nordwestsachsen und die angrenzenden Gebiete keine weiteren Stratigraphien vorgelegt worden, die wesentliche neue Aussagen zur Keramikchronologie des 7./8. bis 11. Jahrhunderts ermöglichen würden. Den Stand der Erforschung der slawischen Keramik resümierte Brachmann in einem Aufsatz von 1994 und zog dabei ein eher ernüchterndes Fazit, wonach „die absolute Datierung der Keramikentwicklung der slawischen Stämme des Mittelelb-Saale-Gebietes  nach wie vor auf erhebliche Schwierigkeiten stößt“. Auch in der zweibändigen Monographie von Wolfgang Timpel 1990 und 1995 zur früh- und hochmittelalterlichen Keramik im westlichen Thüringen ergaben sich „für die Datierung der Keramik der Leipziger Gruppe bisher keine über unsere derzeitigen Kenntnisse hinausgehenden neuen absolutchronologischen Ansatzpunkte“. Einige neue naturwissenschaftliche Datierungen sind im zusammenfassenden Grabungsbericht zu Magdeborn von Harald Mechelk 1997 enthalten, die die bisherigen Datierungsansätze im Wesentlichen stützen.
In den Jahren um und nach 2000 befassten sich mehrere Dissertationen und Magisterarbeiten mit frühmittelalterlichen Komplexen aus dem Elb-Saale-Gebiet. Volker Herrmann konnte in seiner 2001 erschienenen Dissertation über die Entwicklung von Halle (Saale) im frühen und hohen Mittelalter einige neue, auf dendrochronologischen Datierungen beruhende Überlegungen für die Zeit ab ca. 1100 vorstellen, schloss sich jedoch für die älteren Horizonte eng an die bisherigen Datierungen an. Auch Daniela Lange konnte bei ihrer Bearbeitung der Funde aus den Siedlungen von Delitzsch, Lissa und Glesien nördlich von Leipzig keine neuen Datierungen vorlegen. Präzise Datierungsansätze für die Zeit von etwa 930 bis um 1200 konnte Arne Schmid-Hecklau bei einer Auswertung der Ausgrabungen auf der Burg Meißen gewinnen. Eine Neubearbeitung der Grabungen im nordwestlichen Innenstadtgebiet von Leipzig, darunter auch der Altgrabungen auf dem Matthäikirchhof, ergänzt durch die Ergebnisse der umfangreichen stadtarchäologischen Untersuchungen seit Beginn der 1990er Jahre, erfolgte durch Stefan Koch. Neue Erkenntnisse lassen besonders die Ausgrabungen einer frühmittelalterlichen Siedlung auf dem Crostigall in Wurzen und der Burg in Stauchitz erwarten, bei der es sich wahrscheinlich um die 928/29 zerstörte urbs gana, die zentrale Burganlage der Daleminzier, handelt. Für das Saaletal ist darüber hinaus die 2002 veröffentlichte Dissertation von Jacob Müller zur Entstehung mittelalterlicher Siedlungsformen in Thüringen von Bedeutung, in der das Gebiet zwischen der Gera und der Ilm betrachtet wird und die sich bei der Gliederung und Datierung des keramischen Fundgutes stark an die Bearbeitung durch Timpel anlehnt. Aus dem Orlagebiet liegt mit der Hallenser Magisterarbeit (1999) von Grit Hother (nun Grit Heßland) über eine Siedlung bei Ludwigshof, Ortsteil von Ranis, Saale-Orla-Kreis, aus dem 9./10. bis 14. Jahrhundert eine erste ausführlich bearbeitete Siedlungsgrabung in Ostthüringen vor. 2006 wurden auch die Funde vom Johannisberg bei Jena-Lobeda neu bearbeitet.

## Allgemeine Bemerkungen zur Chronologie und Terminologie
Trotz einer inzwischen über 100-jährigen Beschäftigung mit slawischer Keramik im Elb-Saale-Gebiet muss der Erkenntnisstand als unbefriedigend bezeichnet werden. Besonders negativ wirkt sich das Fehlen gut datierbarer Keramikkomplexe aus. Das bestehende Chronologiegerüst für Ostthüringen, Sachsen und das südliche Sachsen-Anhalt stützt sich im Wesentlichen auf nur vier bis fünf Keramikstratigraphien, die jedoch alle erst im Verlauf des 10. Jahrhunderts einsetzen. Darüber hinaus ist in Mitteldeutschland zwar eine Vielzahl von slawischen Burganlagen bekannt und zum Teil auch untersucht, doch handelt es sich dabei fast ausschließlich um Lesefunde oder kleinflächige Sondagen in nur ein- oder zweiphasigen Anlagen wie in Rötha, Kretzschau-Groitzschen oder Zauschwitz-Weideroda, bei denen eine stratigraphische Trennung des Keramikmaterials nicht gelungen ist. Moderne archäologische Untersuchungen von Gräberfeldern, die auch nur wenig Keramik enthalten, oder von offenen Siedlungen sind dagegen noch eher selten.
Die Keramikchronologie beruht im Wesentlichen auf den Untersuchungen durch Brachmann und Vogt, deren Ergebnisse zwar im Allgemeinen gut miteinander vergleichbar sind, sich jedoch im Detail und dabei besonders in der Terminologie unterscheiden, was bisweilen zu einer nicht unerheblichen Verwirrung führte. Die von Brachmann 1968 als „graue Keramik“ bezeichnete und seit 1978 zumeist unter Leipziger Gruppe zusammengefasste Keramik wurde von Vogt nach ihren Formen in drei Gruppen unterschieden, die er nach den Fundorten Rüssen, Rötha und Groitzsch benannte. Die Benennung nach dem Fundplatz Leipzig hielt Vogt für „etwas unglücklich, (da) […] er [Brachmann] die dort nun einmal stratigrafisch geschiedene Keramik der A-BC-Horizonte zu einer Gruppe zusammenfaßte“. Brachmann und andere Bearbeiter, wie beispielsweise Timpel, übernahmen zwar die von Vogt vorgeschlagenen Bezeichnungen nach den eponymen Fundorten, hielten jedoch andererseits weiterhin an der Leipziger Gruppe fest. So entstanden die letztendlich eher verwirrenden und umständlichen Bezeichnungen Rüssener Phase und Röthaer Typ der Leipziger Gruppe. Thomas Westphalen untergliederte 1996 die „Keramik der Leipziger Gruppe in frühslawische Keramik vom Rüssener Typ des 8./9. Jh., mittelslawische vom Röthaer Typ des 9. bis 10. Jh. und spätslawische vom Groitzscher Typ des späten 10. bis frühen 13. Jh.“. Seine Umdatierung für das Ende des Groitzscher Typs wurde jedoch kurz darauf von Yves Hoffmann zurückgewiesen.
Insgesamt ist das für eine Datierung der Keramik im Elb-Saale-Gebiet zur Verfügung stehende chronologische Gerüst relativ weitmaschig und spiegelt lediglich Entwicklungstendenzen wider. Besonders für die Zeit zwischen dem 7./8. und 10. Jahrhundert sind die Definition und zeitlichen Ansätze der Keramikhorizonte noch unklar.

## Keramik der Rüssener Gruppe

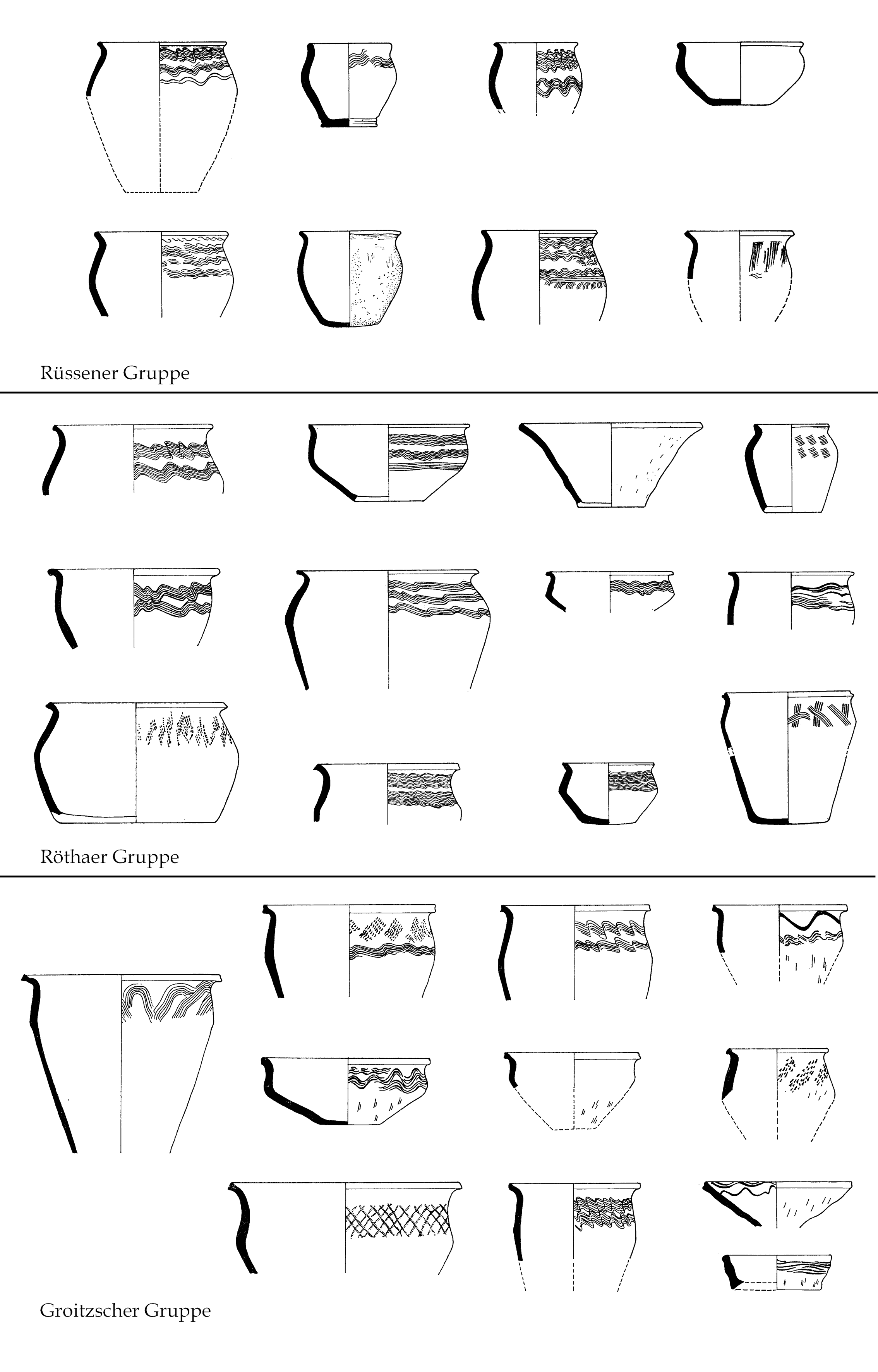
Typische Gefäße der Rüssener, Röther und Groitzscher Gruppe des Leipziger Kreises.

Als ältester Niederschlag slawischer Bevölkerung im Elb-Saale-Gebiet gilt neben der Keramik vom Prager Typ, die auf wenige Fundpunkte entlang der mittleren Elbe beschränkt ist, die Keramik der Rüssener Gruppe (bzw. der Rüssener Phase der Leipziger Gruppe nach Brachmann).
Typisch für die Rüssener Gruppe sind hohe Standbodentöpfe mit eiförmigem oder leicht doppelkonischem Körper, die einen relativ tief liegenden Umbruch aufweisen. Daneben treten kleine kugelförmige oder leicht doppelkonische becherartige Gefäße mit Standfläche und einfache Schalen auf. Bei den Rändern dominieren glatte Ränder mit spitz ausgezogenem Randabschluss (Randform 1) bzw. rundem Randabschluss (Randform 2). Nach der Definition von Vogt treten in der Rüssener Gruppe aber ebenso schon kantige Ränder auf. Die Gefäße der Rüssener Gruppe tragen meist zwei- oder mehrzügige, sinusförmige oder ungleichmäßige, flache und nur schwach eingedrückte Wellenbänder auf der Schulter. Selten sind Strich- und Stichverzierungen sowie Kombinationen von Stich- und Wellenverzierungen. Dagegen kommen vertikal angebrachte Strichgruppen häufiger vor. Mehrere der Stücke mit einzeiligen waagerechten, bogenförmigen und schrägen Ritzlinien und Wellenlinien können ebenfalls zu dieser Gruppe gezählt werden. Die Gefäße weisen im Allgemeinen eine unebene Oberfläche auf, deren Farbe zwischen rötlichen Ockertönen und kräftig grauen oder graubraunen Tönen schwankt. Die Gefäße wurden im Handaufbau gefertigt und nicht nachgedreht. Zuweilen zeigen eingedrückte Steine in den oft sehr dicken Böden, dass sie bei der Herstellung direkt auf dem Erdboden standen.
Namengebend für die Gruppe waren Lesefunde aus einem 1962 angelegten Graben am eponymen Fundort bei Borna. Entsprechend unsicher sind Definition und Datierung der Keramik. Vogt datierte diese Gruppe anhand einer aus Rüssen ebenfalls nur als Lesefund vorliegenden Flasche der rheinischen Vorgebirgskeramik in das 7./8. Jahrhundert. Ihren Beginn vermutete er bereits in der zweiten Hälfte des 6. Jahrhunderts, da sich diese Keramik mit der des Prager Typs regional ausschließen würde und damit Zeitgleichheit angenommen werden könne. Dieser zeitliche Ansatz erscheint zu früh, denn die Keramik des Rüssener Typs ist mehrheitlich jünger als der Prager Typ, wie vor allem das Vorkommen in der zweiten Siedlungsphase von Dessau-Mosigkau zeigt, die wohl in das 8. oder 9. Jahrhundert gehört. Brachmann schloss sich der Datierung Vogts ins 7./8. Jahrhundert an. Slawische Keramik dieser Art trat oberhalb und im Umfeld des altslawischen Kastenbrunnens aus Eythra bei Leipzig auf, den die Bearbeiter Lothar Herklotz und Dieter Stuchly zunächst in die Jahrzehnte um 600 stellten und der nach 14C-Datierungen in das 7. Jahrhundert datiert. Eine später vorgenommene dendrochronologische Datierung ergab jedoch ein Alter 715 ± 10 n. Chr. Ein weiteres 14C-Datum nach 680 ± 60 n. Chr. aus Magdeborn bestätigte zumindest die erstgenannte Datierung. Die Datierung der Rüssener Gruppe in oder vor das 8. Jahrhundert konnte durch stratigraphische Beobachtungen auf dem Gräberfeld von Rohnstedt in Thüringen bestätigt werden. Nach Timpel war diese Keramik demnach von der zweiten Hälfte des 7. bis zur Mitte des 8. Jahrhunderts in Gebrauch. Biermann datierte die Keramik des Rüssener Typs nach kritischer Betrachtung der vier wesentlichen Befunde von Rüssen, Dessau-Mosigkau, Mutzschen und Eythra und aufgrund der Analogie zur Keramik des Klučover Horizontes in Böhmen jedoch erst in das spätere 8. und 9. Jahrhundert.
Neumann setzte die von ihm als „morphologisch älter“ betrachtete Keramik vom Johannisberg bei Jena-Lobeda aufgrund historischer Überlegungen in die zweite Hälfte des 8. Jahrhunderts. Einige der dieser älteren Keramikgruppe zugerechneten Stücke sind wohl deutlich jünger als von ihm angenommen. So findet ein kleiner gedrungener Topf mit abgesetzter Standfläche eine Analogie in einem Gefäß mit einzügiger Wellenlinie aus Grab 2 des Gräberfeldes von Rudolstadt-Volkstedt, das Rempel aufgrund der Schmuckbestandteile, vor allem Kopfschmuckringe und Perlen, in die Zeit nach 900 n. Chr. stellte.

## Keramik der Röthaer Gruppe
Hochschultrige, s-förmig profilierte Töpfe mit rundem Schulterumbruch und eingezogener Schulter sind sowohl typisch für die Rüssener als auch für die nachfolgende Röthaer Gruppe. Dies gilt auch für die doppelkonischen Töpfe mit gerader Schulter und kantigem Schulterumbruch. Zu den Formen der Rüssener Gruppe kommen konische Schalen und Teller sowie breite Schüsseln mit großer Standfläche neu hinzu.
In der Röthaer Gruppe treten nur noch selten spitz ausgezogene und runde Ränder auf. Am häufigsten vertreten sind glatte Ränder mit kantigem Randabschluss (Randform 3), leicht trapezförmig verdickte Ränder mit kantigem Randabschluss (Randform 4) und trapezförmig verdickte Ränder mit kantigem, überstrichenem Randabschluss (Randform 5). Insbesondere letztere Randformen treten ebenfalls noch in jüngeren Fundzusammenhängen auf. Bei einzelnen Randstücken, vor allem denen der letztgenannten Randform, ist eine genaue Zuordnung daher nicht möglich. Bei den Verzierungen dominieren weiterhin die Wellenbänder, die jedoch nun tiefer eingearbeitet sind, sich häufiger überschneiden und steiler erscheinen. Nach links überkippende Wellen treten aber nur vereinzelt auf. Neben Kammwellen wurden verschiedene geometrische Muster sowie Kammstrich- und Kammstichverzierungen verwendet. Die Farben des Scherbens und der Oberfläche sind zumeist grau, nur selten noch rötlichbraun oder braun. Die Gefäßoberfläche wirkt nicht mehr uneben, sondern glatt oder körnig. Auffällig sind erstmals auftretende Abstriche am Unterteil. Die Gefäße wurden überwiegend in Wulsttechnik aufgebaut und auf der langsam drehenden Handtöpferscheibe bzw. dem Töpferbrett (Kavalett) nachgedreht.
Der Übergang von der Keramik der Rüssener zur Röthaer Gruppe fällt nach Vogt und Brachmann in die Mitte des 8. Jahrhunderts, ist jedoch fließend, was unter anderem durch das gelegentliche Vorkommen von kantig abgestrichenen geraden Rändern im eponymen Fundort Rüssen belegt wird.  Bisher noch nicht eindeutig geklärt werden konnte die Frage nach der absoluten Datierung der Röthaer Gruppe. Als hauptsächlichen Zeitraum ihres Auftretens gab Vogt das 8. und 9. Jahrhundert an, bemerkte aber gleichzeitig, dass „Keramik dieser Form sicher auch noch mehrere Jahrzehnte länger produziert und benutzt wurde“. Vogt stützte sich dabei insbesondere auf zwei Sporen von der namengebenden, offenbar einphasigen Wallanlage „Fuchsberg“ in Rötha, die er ins 9. Jahrhundert datierte. Er verwies weiterhin auf eine Gürtelschnalle mit profiliertem Bügel aus dem Ringwall von Magdeborn, die nach Vogt Parallelen aus Gräberfeldern des 7. und 8. Jahrhunderts besitzen soll. Nach der Ansicht Mechelks gehört sie aufgrund der Profilierung aber eher ins 10. Jahrhundert. Jedoch belegen eine Reihe von anderen Metallfunden, darunter ein Sporn aus der Mitte bis zweiten Hälfte des 9. Jahrhunderts, sowie ein 14C-Datum „um/nach 880 ± 60 n. Chr.“ aus Magdeborn das Vorkommen der Röthaer Gruppe zu dieser Zeit. Außerdem kann auf die Wallburg „Der Kessel“ von Kretzschau-Groitzschen bei Zeitz verwiesen werden, die vor allem aufgrund der Metallfunde in das Ende des 8. bis an den Anfang des 10. Jahrhunderts datiert wird. Auch aus dem Burgwall Cösitz bei Köthen, höchstwahrscheinlich identisch mit dem für 839 belegten Vorort der Colodici, stammt ebensolche Keramik. Funde der Röthaer Gruppe liegen außerdem aus den Burganlagen Altengroitzsch, dem Horizont B des Matthäikirchhofs Leipzig und dem Johannisberg bei Jena-Lobeda sowie einer Vielzahl von weiteren Burgen zwischen Weißer Elster und Mulde vor.

## Keramik der Groitzscher Gruppe
Die Groitzscher Gruppe bildet den Übergang zu den jungslawischen, vollständig überdrehten Gefäße mit stark profilierten Rändern und einziehendem Hals. Die Keramik ist nach Vogt durch hohe, doppelkonische Töpfe in mehreren Varianten gekennzeichnet, die meist einen gerundeten Umbruch aufweisen. Daneben treten kleine doppelkonische Gefäße und konische Eimer, Teller mit flachem oder hochgezogenem Rand, Näpfe und Schalen auf. Insgesamt dominieren in der Groitzscher Gruppe deutlich dornartig oder anders kräftig profilierte Randabschlüsse und Innenkehlen, die sogenannten „Entenschnabel-Ränder“ oder eingesattelten Ränder. Sie entsprechen den Randformen 5c, 6 und 8. Dagegen sollen glatte Ränder mit spitz ausgezogenem, rundem oder kantigem Randabschluss nur noch sporadisch nachweisbar sein. Es besteht jedoch das Problem, dass sich die Randformen der Gefäße, die in den Burgen I und II von Groitzsch geborgen wurden und die der Gruppe den Namen gaben, z. T. nur wenig von denen der vorangegangenen Röthaer Gruppe unterscheiden. Der Unterschied zwischen beiden Gruppen liegt nach Vogt bei den Rändern nur in ihrem unterschiedlichen prozentualen Verhältnis. Für die Burgen I und II in Groitzsch „zeigte sich bei der Analyse, daß die gerundeten Ränder nur noch 2 Prozent ausmachen, die einfach gestalteten kantigen Ränder dagegen noch 28,8 Prozent, während die kräftig profilierten Randformen, Dornränder u. ä. mit 68 Prozent eindeutig dominieren“. An anderer Stelle gab Vogt jedoch an, dass bei der Keramik der Groitzscher Gruppe „runde oder einfache, kantige Randformen mit 0,09 Prozent nur noch sporadisch nachweisbar sind“. Dieser Widerspruch lässt sich aus der Publikation Vogts heraus nicht lösen. Einerseits werden einige durchaus noch als kantig zu bezeichnende Stücke vorgelegt, andererseits sind diese in anderen Komplexen der Groitzscher Gruppe kaum noch vertreten.
Dazu gehört vor allem die Schicht B/C bzw. der Keramiktyp C vom Matthäikirchhof, für den Langhammer angibt: „Die Variation bei Randprofilierungen […] ist sehr groß. Die Kanten der deutlich abgedrehten Ränder verschärfen sich zu Rinnen und Rippen und sind oft untergriffig“. Weitere geschlossene Fundkomplexe, die der Groitzscher Gruppe zugewiesen werden, liegen aus Taucha, der „Grube 11“ vom Göttwitzer See bei Mutzschen und dem Ringwall von Zauschwitz-Weideroda  vor. Hoffmann nannte mit Crostewitz, Sehlis und Sellerhausen eine Reihe weiterer Fundstellen, die im „Corpus“ aufgeführt sind. Sie zeigen alle nahezu ausschließlich Gefäße mit dornartig profilierten Rändern; kantig abgestrichene glatte Ränder sind dagegen selten. Des Weiteren kommt Keramik der Groitzscher Gruppe auf zahlreichen Fundstellen in Nordwestsachsen vor, doch handelt es sich dabei um Lesefunde, die mit älteren und/oder jüngeren Stücken gemischt sind und somit für die genannte Fragestellung keine Antworten zulassen. Dies gilt auch für die Keramik der Groitzscher Gruppe von Gräberfeldern im Elb-Saale-Gebiet wie Landsberg. Es wäre damit insgesamt zu fragen, ob sich der eponyme Fundplatz Groitzsch tatsächlich für die Gliederung eignet oder ob hier nicht in der Burg I noch ein starker Anteil der älteren Röthaer Gruppe vorliegt. Dies lassen neben den Rändern auch die in Burg I vorkommenden Gefäßformen, vor allem die selteneren eiförmigen Töpfe (Form A), die bauchigen Gefäße (Form C) und die Eimer (Form D) vermuten.
Das typische Verzierungselement der Groitzscher Gruppe ist das nach links kippende, sehr steil gezogene Wellenband. Ebenso wie die Randformen vermittelt dies jedoch insgesamt nur eine Tendenz, so dass bei einzelnen Wandungsstücken eine Zuweisung zur Röthaer oder Groitzscher Gruppe nicht möglich ist. Nur vereinzelt ist die einzügige Welle zu beobachten. Es kommen Kombinationen von Stich- und Wellenverzierungen und häufiger als zuvor Strichgruppenverzierungen vor. Geometrische Muster treten dagegen stark zurück. Die Ursache der nach links kippenden Welle und der regelmäßigen Dornränder liegt vor allem in der Veränderung der Herstellungstechnik der Gefäße, die zwar weiterhin in Wulst- oder Lappentechnik aufgebaut, aber anschließend auf der Töpferscheibe überdreht wurden.
Ähnlich unklar wie die Definition ist derzeit auch der Zeitraum des Wechsels der beiden Keramikgruppen. Die Keramik der Röthaer Gruppe kommt vor allem auf solchen Anlagen vor, deren Ende traditionell in Zusammenhang mit der Eroberung des Gebietes östlich der Saale durch König Heinrich I. ab den 920er Jahren gebracht wird. Keramik der Groitzscher Gruppe tritt dagegen in vermutlich nach dieser Zeit neu errichteten Burgen wie Groitzsch I/II oder in jüngeren Bauphasen wie in Leipzig-Matthäikirchhof auf. So wurde der Bau der Burg I von Groitzsch von Vogt in die erste Hälfte des 10. Jahrhunderts gesetzt, da er meinte, in der „Anlage der Abschnittsburgen von Leipzig und Groitzsch und des Ringwalles von Weideroda, jeweils an wichtigen Flußübergängen gelegen, […] den Niederschlag der Expansionspolitik Heinrichs I. zu sehen“. Solche Zuweisungen beruhen im nordwestsächsischen Raum jedoch ausschließlich auf historischen Überlegungen, die auf archäologischem Weg, z. B. durch dendrochronologische Datierungen oder sichere urkundliche Nennung bisher weder verifiziert noch falsifiziert werden können. Der Ansatz begründet sich nicht darauf, dass die Eroberung des Gebietes durch Heinrich I. zwangsläufig Einfluss auf die Keramikentwicklung gehabt hätte, wie zuweilen vermutet wird, sondern auf die nicht geringe Zahl von Burgen und Siedlungen, die zu dieser Zeit verlassen wurden und Keramik der Röthaer Gruppe im Inventar führen. Daneben entstanden neue Siedlungen und Burgen mit veränderten topographischen Situationen und neuen Konstruktionsprinzipien der Befestigung, aus der auch eine etwas veränderte Keramik vorliegt. Ein Zusammenhang mit tiefgreifenden Wandlungsprozessen wie beispielsweise eine Eroberung des Gebietes mit einhergehendem Wechsel der Machthaber liegt da zunächst nahe. Zum einen muss jedoch die Frage gestellt werden, ob der politische Wandel, der im Feldzug Heinrichs I. 928/929 gipfelte, im heutigen Nordwestsachsen tatsächlich so stark war oder ob ein weiteres Gebiet östlich der Saale nicht schon längere Zeit locker dem ostfränkischen Reich zugehörig war. Zum anderen dürften die meisten neu angelegten Burgen erst mit der endgültigen Sicherung der ottonischen Herrschaft und der Einrichtung der Burgwardorganisation ab der zweiten Hälfte des 10. Jahrhunderts errichtet oder umgebaut worden sein. So wollte beispielsweise Gerhard Billig die Verlegung der Burg von Altengroitzsch an die Stelle der Wiprechtsburg Groitzsch erst mit der Einführung der Burgwardorganisation in der zweiten Hälfte des 10. Jahrhunderts verbinden.
Aus den ältesten Schichten auf dem Burgberg in Meißen liegen vor allem glatte, kantig abgestrichene oder leicht profilierte Ränder vor. Die von Schmid-Hecklau als Röthaer Typ benannte Keramik der Röthaer Gruppe erreicht ihren höchsten Anteil im Siedlungshorizont 1 aus der Zeit kurz vor 930 bis um 960, ist jedoch auch häufiger in den Horizonten 2 und 3 vom fortgeschrittenen 10. bis zum beginnenden 11. Jahrhundert nachweisbar. Auch vom Burgberg Zehren, der in die zweite Hälfte des 10. Jahrhunderts bis in die Zeit um 1000 datiert wird, sind derartige Stücke bekannt, wenn auch der Großteil bereits stärker, zumeist dornartig profiliert ist. In dessen Vorgängeranlage, dem Burgwall „Bei den Spitzhäusern“ in Zehren, der ins 8. und 9. Jahrhundert datiert wird, kommt wiederum Keramik vor, die jener der Röthaer Gruppe ähnelt. Letztendlich kann die Frage, wann die zeitliche Grenze zwischen Röthaer und Groitzscher Gruppe anzusetzen ist, beim derzeitigen Forschungs- und Publikationsstand nicht eindeutig entschieden werden. Höchstwahrscheinlich ist sie jedoch weiter in die zweite Hälfte des 10. Jahrhunderts zu verschieben.
Archäologisch gesichert ist das Vorkommen der Groitzscher Gruppe vom Ende des 10. bis zum Ende des 11. Jahrhunderts. Aus der Burg I von Groitzsch liegt ein Sporn vor, der nach Vogt „mit Sicherheit ins 10. Jh., wohl noch in die erste Hälfte“ gehören dürfte. Eine blaue Perle mit vierpassförmigem Querschnitt aus der Burg I/II von Groitzsch kann nur allgemein ins 10. und beginnende 11. Jahrhundert gestellt werden. Hinzu treten Befunde aus dem castellum Medeburu in Magdeborn, das nach schriftlichen Quellen bis ans Ende des 10. Jahrhunderts existierte und aus dem Keramik stammt, die jener der Burgen I und II von Groitzsch entspricht. Das Vorkommen im 11. Jahrhundert wird durch weitere Metallfunde belegt, darunter ein zweiter Sporn aus der Burg II von Groitzsch und eine aus Zauschwitz stammende Brosche aus Bronzeblech mit der Darstellung einer „Navicella“. Die Enddatierung ist durch die Stratigraphie der Wiprechtsburg mit dem letzten Viertel des 11. Jahrhunderts gegeben. Mit der Burg III, die mit an Sicherheit grenzender Wahrscheinlichkeit mit der Burg des Grafen Wiprecht von Groitzsch verbunden werden kann und damit um 1080 anzusetzen ist, tritt eine völlig neue Keramikart auf, die – bis auf einige spätslawische Erscheinungen wie die bis ins 13. Jahrhundert laufende Kohrener Gruppe – die slawische Keramik im nordwestsächsisch-ostthüringischen Raum ablöst.

## Keramik des Gefäßtyps Rötha nach Brachmann
Brachmann wählte ebenfalls die Funde aus dem Burgwall Rötha als charakteristisch für seine Keramikgliederung aus. Er definierte Töpfe des Typs Rötha als „hohe steilschulterige Gefäße mit einem Gefäßoberteil, das überwiegend konkav eingezogen ist und das ohne Halsbildung in den Rand übergeht. Der Randabschluß ist im Allgemeinen kräftig profiliert. Charakteristisch ist das nach links kippende, steile Wellenband. Die Gefäße sind in Wulsttechnik geformt und am Oberteil auf einer langsamen Scheibe abgedreht“. Seine Blüte erlebte dieser Typ im 10. Jahrhundert, seine Anfänge sollen aber schon im 9. Jahrhundert liegen. Er ist nicht zu verwechseln mit der Röthaer Gruppe nach Vogt, sondern entspricht vielmehr der Keramik der Groitzscher Gruppe, insbesondere der Gefäßform E der Wiprechtsburg Groitzsch I/II, die als hoher Topf mit ausbiegendem Rand, hoher, z. T. sehr kurzer Schulter und meist kantigem Schulterumbruch definiert wird. Nach Timpel tritt diese Gefäßform in Thüringen erst in der zweiten Hälfte des 10. und Anfang des 11. Jahrhunderts auf.
Im gesamten westslawischen Siedlungsraum erfolgte in der zweiten Hälfte des 10. und im 11. Jahrhundert der Wandel von der mittel- zur spätslawischen Keramik, das heißt zu eher hochschultrigen und dünnwandigen Gefäßen mit ausgeprägter Halsbildung und stärker profilierten Rändern und einer im Allgemeinen auf Hals bzw. Schulter begrenzten Verzierung. Dieser Wechsel war fließend und an eine sich allmählich entwickelnde Töpfertechnik gebunden, denn erst in der zweiten Hälfte des 10. Jahrhunderts bzw. der Zeit um 1000 setzte im gesamten westslawischen Gebiet ein grundlegender Wandel durch die technologische Neuerung, Gefäße vollständig auf einer Töpferscheibe abzudrehen, ein.